# Eloff
Eloff este un oraș din Africa de Sud.